# 국제연맹 회원국
이 문서는 국제연맹 회원국에 대해서 설명한다.
국제연맹에 가입한 원래의 회원국은 제1차 세계 대전 당시의 연합국과 국제연맹 가입을 권유받은 중립국을 합쳐 총 42개국으로 구성되었다(국제연맹 규약 제1조 제1항). 기타 국가나 완전한 자치를 하고 있는 영지(領地)·식민지는 국제적 의무를 성실히 지킨다는 확약과 군비에 관하여 연맹이 결정한 준칙을 수락한다는 전제하에 총회의 3분의 2의 동의를 얻어 회원국이 될 수 있었다(동 1조 2항). 이렇게 하여 가입한 회원국은 1920년에는 6개국, 1921년에는 3개국, 1923년에는 2개국, 1934년에는 회원국이 가장 많은 63개국으로 늘어났다.
회원국은 2년에 걸친 예고(豫告)를 통해 연맹을 탈퇴할 수 있었다. 단 탈퇴할 때까지 모든 국제적 의무와 국제연맹 규약상의 의무를 이행한다는 것을 조건으로 했다(동 1조 3항). 이 규정에 따라 국제연맹을 탈퇴한 나라는 독일·이탈리아·일본 등 도합 17개국에 달하였고 다른 나라에 병합된 나라(오스트리아·알바니아), 제명된 나라(소련)를 제외하면 1939년 말에는 회원국이 45개국으로 감소되었다.
국제연맹의 제창국으로 알려졌던 미국은 미국 의회의 반대로 인하여 끝내 국제연맹에 가입하지 않았다. 이는 국제연맹의 무력함을 입증하는 계기가 되어서 제2차 세계 대전을 사전에 방지하지 못한 부실한 계기도 마련하였다.

## 회원국과 연표

국제연맹 회원국의 변천 과정
회원국
회원국의 식민지
위임통치령
비회원국
비회원국의 식민지

굵은 글씨는 1920년 1월 10일 창립 당시부터 1946년 4월 18일 해체 당시까지 국제연맹에 잔류했던 회원국을 가리킨다.
| 연도          | 가입 | 탈퇴 | 회원국의 수 | 비고 |
| ------------- | --- | --- | ----------- | --- |
| 1920년 (창립) | - 1월 10일 - 창립 회원국 (42개국) - 대영 제국: 대영 제국은 다음과 같이 별도의 회원국을 두었다. - 영국 - 오스트레일리아 - 뉴질랜드 - 남아프리카 연방‏‎ - 캐나다 - 인도 제국 - 이탈리아 왕국 - 프랑스 - 일본 제국 - 브라질 - 아르헨티나 - 파라과이 - 칠레 - 우루과이 - 콜롬비아 - 페루 - 볼리비아 - 베네수엘라 - 온두라스 - 과테말라 - 엘살바도르 - 니카라과 - 파나마 - 쿠바 - 아이티 - 라이베리아 - 스페인 - 포르투갈 - 스웨덴 - 덴마크 - 노르웨이 - 중화민국 - 페르시아 제국 - 시암 - 그리스 왕국 - 스위스 - 벨기에 - 네덜란드 - 폴란드 - 루마니아 왕국 - 체코슬로바키아 - 세르브인 크로아트인 슬로벤인 왕국 - 12월 15일 - 오스트리아 가입. - 12월 16일 - 불가리아 왕국 가입. - 핀란드 가입. - 코스타리카 가입. - 룩셈부르크 가입. - 12월 17일 - 알바니아 가입. | - 12월 7일 - 아르헨티나 탈퇴.                                                                           | 47          | - 영국은 1920년 국제연맹 창립 당시에 그레이트브리튼 아일랜드 연합왕국이었으며 1922년에 그레이트브리튼 북아일랜드 연합왕국으로 이름을 바꿨다. - 인도 제국은 현재의 인도, 파키스탄, 미얀마, 방글라데시에 걸쳐 있었다. - 중화민국은 1920년 국제연맹 창립 당시에 북양정부였으며 1928년까지 존재했다. - 페르시아 제국은 1934년에 이란으로 이름을 바꿨다. - 시암은 1939년에 태국으로 이름을 바꿨다. - 세르브인 크로아트인 슬로벤인 왕국은 1929년에 유고슬라비아 왕국으로 이름을 바꿨다. - 아르헨티나는 1920년 12월 7일에 국제연맹 회원국들이 아르헨티나가 제출한 주권 국가들의 차별적인 예외 없는 국제연맹 가입에 관한 결의안 채택을 거부한 것에 대한 항의의 표시로 탈퇴했다. |
| 1921년        | - 9월 22일 - 라트비아 가입. - 리투아니아 가입. - 에스토니아 가입. | | 50          | |
| 1922년        | - 9월 18일 - 헝가리 왕국 가입. | | 51          | |
| 1923년        | - 9월 10일 - 아일랜드 자유국 가입. - 9월 28일 - 아비시니아 가입. | | 53          | - 아일랜드 자유국은 1937년에 아일랜드로 이름을 바꿨다. - 아비시니아는 1931년에 에티오피아로 이름을 바꿨다. 1936년 5월 9일부터 1941년 11월 27일까지는 이탈리아 왕국의 식민지였던 이탈리아령 동아프리카로 남아 있었으나, 국제연맹에서 탈퇴하지 않았다. |
| 1924년        | - 9월 29일 - 도미니카 공화국 가입. | - 12월 24일 - 코스타리카 탈퇴.                                                                          | 53          | - 코스타리카는 1924년 12월 24일에 국제연맹의 지역 분쟁 중재 과정에 대한 불만의 표시로 탈퇴를 결정했고, 1927년 1월 1일을 기해 정식 탈퇴했다. |
| 1925년        | | | 53          | |
| 1926년        | - 9월 8일 - 바이마르 공화국 가입. | - 6월 12일 - 브라질 탈퇴.                                                                               | 53          | - 독일은 바이마르 공화국 시대였던 1926년 9월 8일에 국제연맹에 가입했다. - 브라질은 1926년 6월 12일에 국제연맹 상임이사국 진출 실패에 대한 책임을 지고 탈퇴했다. |
| 1927년        | | | 53          | |
| 1928년        | | | 53          | |
| 1929년        | | | 53          | |
| 1930년        | | | 53          | |
| 1931년        | - 9월 12일 - 멕시코 가입. | | 54          | - 국제연맹은 1931년 9월 8일에 멕시코의 가입을 승인했다. |
| 1932년        | - 7월 18일 - 튀르키예 가입. - 10월 3일 - 이라크 왕국 가입. | | 56          | |
| 1933년        | - 9월 26일 - 아르헨티나 재가입. | - 3월 27일 - 일본 제국 탈퇴. - 10월 19일 - 나치 독일 탈퇴.                                              | 55          | - 일본 제국은 1933년 3월 27일에 국제연맹이 리튼 조사단의 보고서를 통해 일본 제국의 만주 침공, 일본 제국의 괴뢰 국가였던 만주국 수립을 문제삼은 것에 대한 항의의 표시로 탈퇴했다. - 나치 독일은 1933년 10월 19일에 독일의 군비 증강 문제를 둘러싼 국제연맹과의 갈등으로 인하여 탈퇴했다. |
| 1934년        | - 9월 18일 - 소련 가입. - 9월 27일 - 아프가니스탄 왕국 가입. - 9월 28일 - 에콰도르 가입. | | 58          | |
| 1935년        | | - 2월 23일 - 파라과이 탈퇴.                                                                             | 57          | - 파라과이는 1935년 2월 23일에 국제연맹이 차코 전쟁 중재 요구를 거부한 것에 대한 항의의 표시로 탈퇴했다. |
| 1936년        | | - 5월 14일 - 과테말라 탈퇴. - 6월 22일 - 온두라스 탈퇴. - 6월 26일 - 니카라과 탈퇴.                     | 54          | - 과테말라는 1936년 5월 14일에 국제연맹의 분담금, 영국의 식민지였던 벨리즈(영국령 온두라스)와의 분쟁 중재 과정에 대한 불만의 표시로 탈퇴했다. - 온두라스는 1936년 6월 22일에 국제연맹의 분담금에 대한 불만의 표시로 탈퇴했다. - 니카라과는 1936년 6월 26일에 국제연맹의 분담금에 대한 불만의 표시로 탈퇴했다. |
| 1937년        | - 5월 26일 - 이집트 왕국 가입. | - 7월 26일 - 엘살바도르 탈퇴. - 12월 11일 - 이탈리아 왕국 탈퇴.                                         | 53          | - 엘살바도르는 1937년 7월 26일에 국제연맹이 일본 제국의 괴뢰 국가였던 만주국 수립을 문제삼은 것에 대한 항의의 표시로 탈퇴했다. - 이탈리아 왕국은 1937년 12월 11일에 이탈리아 왕국의 에티오피아 침공과 관련된 국제연맹의 제재 조치에 대한 항의의 표시로 탈퇴했다. |
| 1938년        | | - 3월 18일 - 오스트리아 탈퇴. - 5월 14일 - 칠레 탈퇴. - 7월 12일 - 베네수엘라 탈퇴.                     | 50          | - 오스트리아는 1938년 3월 13일을 기해 나치 독일에 병합되었다. 이에 따라 국제연맹은 1938년 3월 18일을 기해 오스트리아를 국제연맹 회원국 목록에서 제외시켰다. - 칠레는 1938년 5월 14일에 국제연맹의 조직 개혁 불이행에 대한 불만의 표시로 탈퇴했다. |
| 1939년        | | - 4월 8일 - 페루 탈퇴. - 4월 11일 - 헝가리 왕국 탈퇴. - 5월 9일 - 스페인 탈퇴. - 12월 14일 - 소련 제명. | 46          | - 체코슬로바키아는 1939년 3월 15일에 나치 독일이 체코슬로바키아를 점령하면서 소멸되었으나, 1946년 국제연맹 해체 당시에는 명목상 회원국으로 남아 있었다. - 알바니아는 1939년 4월 9일에 이탈리아 왕국이 알바니아를 침공하면서 이탈리아의 지배를 받았다. 이탈리아령 알바니아는 1939년 4월 13일에 국제연맹 탈퇴 통지 서한을 제출했으나, 국제연맹에서는 인정하지 않았다. - 헝가리는 1939년 4월 11일에 헝가리계 인구 다수가 거주하는 지역을 다른 나라에 할양한 베르사유 체제에 대한 불만의 표시로 탈퇴했다. - 스페인은 1926년 9월 8일에 탕헤르 국제 지대를 둘러싼 국제연맹과의 갈등으로 인하여 2년 뒤에 발효될 국제연맹 탈퇴 통지 서한을 제출했으나, 1928년 3월 22일에 철회했다. 그러나 1939년 5월 9일에 프랑코 정권이 스페인 내전에서 승리한 이후에 국제연맹에서 탈퇴했다. - 국제연맹 이사회는 1939년 12월 14일에 핀란드를 침공하여 겨울 전쟁을 일으킨 소련이 국제연맹 규약을 위반했다고 판단하고 소련을 국제연맹에서 제명하는 안건을 투표에 부쳤다. 투표 결과 찬성 7개국(영국, 프랑스, 벨기에, 볼리비아, 도미니카 공화국, 남아프리카 연방, 이집트 왕국), 반대 0개국, 기권 4개국(중화민국, 핀란드, 그리스, 유고슬라비아 왕국), 불참 3개국(이란, 페루, 소련)을 기록하여 가결되었다. |
| 1940년        | | - 7월 11일 - 루마니아 왕국 탈퇴.                                                                        | 45          | - 덴마크는 1940년 4월 9일에 나치 독일에 점령되었고, 1940년 7월 19일에 국제연맹에서 강제로 탈퇴했으나, 국제연맹에서는 인정하지 않았다. 덴마크는 1945년에 국제연맹 탈퇴 결정을 철회했다. - 루마니아는 1940년 7월 11일에 추축국 합류 의사를 밝히면서 국제연맹에서 탈퇴했다. - 라트비아, 리투아니아, 에스토니아는 제2차 세계 대전 시기이던 1940년 6월 16일에 소련에 점령되어 병합되었으나, 1946년 국제연맹 해체 당시에는 명목상 회원국으로 남아 있었다. |
| 1941년        | | - 4월 17일 - 유고슬라비아 왕국 탈퇴.                                                                    | 44          | - 유고슬라비아 왕국은 1941년 4월 17일에 추축국에 점령되면서 국제연맹에서 탈퇴했다. - 비시 프랑스는 1941년 4월 19일에 국제연맹 탈퇴 통지 서한을 제출했고, 국제연맹에서도 이를 인정했다. 그러나 자유 프랑스는 비시 프랑스의 국제연맹 탈퇴를 인정하지 않는다는 성명을 발표했다. 1943년 4월 15일에는 앙리 지로 장군이 해당 성명을 국제연맹 감독위원회에 전달했고, 같은 해 4월 16일에는 샤를 드골 장군이 해당 성명을 국제연맹 사무총장에게 전달했다. 이에 따라 국제연맹은 자유 프랑스, 프랑스 공화국 임시정부에 전달한 서신을 통해 프랑스의 국제연맹 탈퇴 결정을 무효로 한다고 밝혔다. |
| 1942년        | | - 4월 13일 - 아이티 탈퇴.                                                                               | 43          | - 아이티는 1942년 4월 13일에 국제연맹의 평화 정책 불이행에 대한 불만의 표시로 탈퇴했다. |
| 1943년        | | | 43          | |
| 1944년        | - 10월 - 유고슬라비아 재가입. | | 44          | |
| 1945년        | | | 44          | |
| 1946년 (해체) | | | 44          | |

## 비회원국
- 미국: 미국은 국제연맹 규약 부속서에 기재된 창립 회원국이었기 때문에 미국 의회의 비준을 받았다면 상임이사국 자격을 가진 국제연맹 회원국이 될 수 있었다. 미국 상원은 1920년 3월 19일에 국제연맹 규약 비준안을 표결에 부쳤으나, 찬성 49표, 반대 35표를 기록하여 정족수인 2/3에 미달하여 부결되어 가입이 무산되었다.
- 헤자즈 왕국: 헤자즈 왕국은 국제연맹 규약 부속서에 기재된 창립 회원국이었으나, 후세인 빈 알리 국왕이 유대인들의 팔레스타인 귀환을 장려하는 내용을 담은 밸푸어 선언에 항의하는 표시로 국제연맹 규약 비준을 거부하여 가입이 무산되었다.
- 네지드 술탄국
- 아이슬란드
- 리히텐슈타인
- 산마리노
- 안도라
- 모나코
- 바티칸 시국
- 사우디아라비아
- 예멘
- 네팔
- 몽골
- 부탄
- 필리핀
- 레바논
- 시리아

## 같이 보기
- 국제연맹 상임이사국
- 유엔 회원국